# Памятник Саттару Бахлулзаде
Памятник Саттару Бахлулзаде (азерб. Səttar Bəhlulzadənin heykəli) — памятник азербайджанскому художнику Саттару Бахлулзаде над его могилой на кладбище родного посёлка художника, Амирджаны у озера Бюльбюля. Скульптором памятника является Омар Эльдаров. Установлен памятник в 1975 году, спустя год после кончины художника.
Бахлулзаде изображён смотрящим на любимый им пейзаж, опираясь на две пустые картинные рамы. По словам искусствоведа Самира Садыгова пространство, композиция, динамика и образ в скульптуре дополняют друг друга. Рамы, согласно Садыгову помимо пространственной и эстетической роли, играют также роль образа. Рамы расположены таким образом, что смотрящий на портрет зритель в зависимости от места будет видеть сковзь них село Амирджан и озеро Бюльбюля в новом ракурсе.
Искусствовед Зиядхан Алиев говорил про памятник Саттару Бахлулзаде:
Образ нашего бессмертного художника живёт в сердцах всех людей, что отражается в человечности и философской идее произведений Саттара. Скульптор Омар Эльдаров смог показать в образе своего друга Саттара Бахлулзаде настоящую вспыльчивость Саттара, настоящий талант Саттара.
Скульптор Омар Эльдаров говорил, что создал памятник Саттару Бахлулзаде «по зову своего сердца».